# Jurgis Jurgelis
Jurgis Jurgelis (*  9. August 1942 in Šiauliai) ist ein litauischer Politiker, ehemaliger Leiter von Valstybės saugumo departamentas (VSD) und VSAT, General.

## Leben
Nach dem Abitur absolvierte er das Diplomstudium der Mathematik an der Vilniaus pedagoginis universitetas und danach Rechtswissenschaft an der Vilniaus universitetas. Danach studierte er die Regie am Lietuvos valstybinė konservatorija.
Von 1967 bis 1975 arbeitete er als Lehrer in Vilnius. Von 1975 bis 1990 war er wissenschaftlicher Mitarbeiter am Institut von Lietuvos mokslų akademija. Von 1990 bis 1992 war er Mitglied im Seimas und von 1993 bis 1998 Generaldirektor von VSD. 1996 wurde er  vom Ministerpräsidenten Mindaugas Stankevičius zum General der Sicherheit befördert. Ab 1998 war er Berater am VSD, von 2002 bis 2004 Berater des Ministerpräsidenten. Von 2004 bis 2005 leitete er Valstybės sienos apsaugos tarnyba (Grenzschutz-Amt). 2004 wurde er von Regierung Litauens zum General im Innendienst befördert. Danach war er Berater des Polizeigeneralkommissars Litauens, ab 2007 Berater am Außenministerium Litauens.
Er war Mitglied von Lietuvos valstiečių liaudininkų sąjunga.